# 폴리네시아

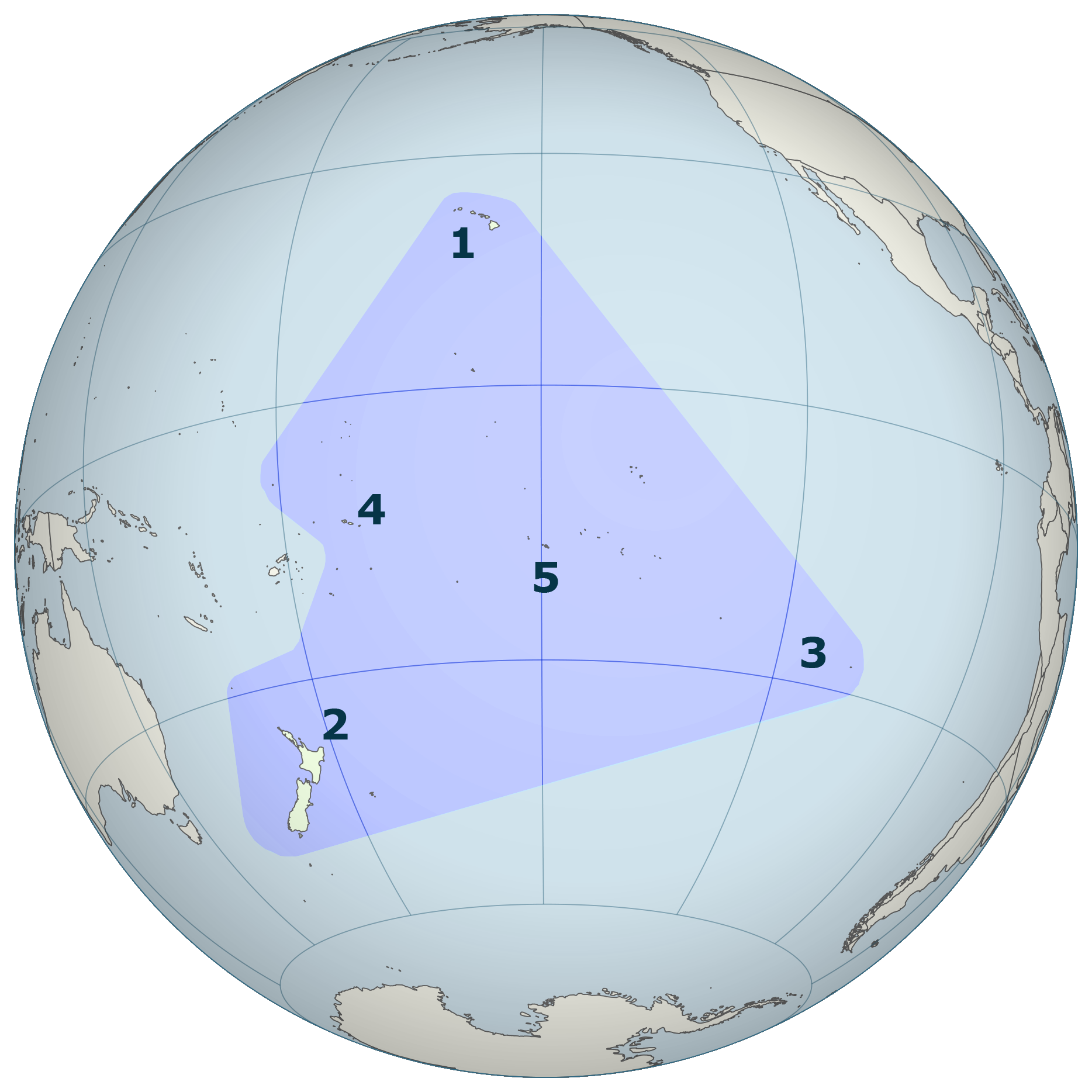
폴리네시아는 일반적으로 그림과 같은 폴리네시아 삼각형 안의 섬들로 정의된다.

폴리네시아(영어: Polynesia, 문화어: 뽈리네시아)는 오세아니아에 속한 지역으로, 중태평양 및 남태평양에 흩어져 있는 1,000여 개의 섬들로 이루어져 있다. 폴리네시아의 원주민인 폴리네시아인은 언어, 문화, 종교 등 많은 특징을 서로 공유한다. 폴리네시아인은 발전된 항해 기술을 사용하여 수백 년 전부터 대양을 누볐다. 폴리네시아에서 가장 큰 나라는 뉴질랜드이다.
폴리네시아라는 이름은 프랑스의 작가 샤를 드 브로스가 1756년에 만든 것으로, 고대 그리스어로 '많다'를 뜻하는 '폴리스'(πολύς)와 '섬'을 뜻하는 '네소스'(νῆσος)에서 유래했다. 그는 원래 이 이름을 태평양에 있는 모든 섬을 가리키는 데 사용했다. 오늘날 폴리네시아는 지리학적으로 하와이주, 뉴질랜드, 이스터섬을 잇는 폴리네시아 삼각형 안의 섬들로 정의된다. 이에 속하는 다른 섬들로 사모아, 통가, 프랑스령 폴리네시아 등이 있다. 폴리네시아 삼각형 밖에 있지만 폴리네시아 문화를 공유하는 지역들을 역외 폴리네시아라고 부른다.

## 지리

### 지질

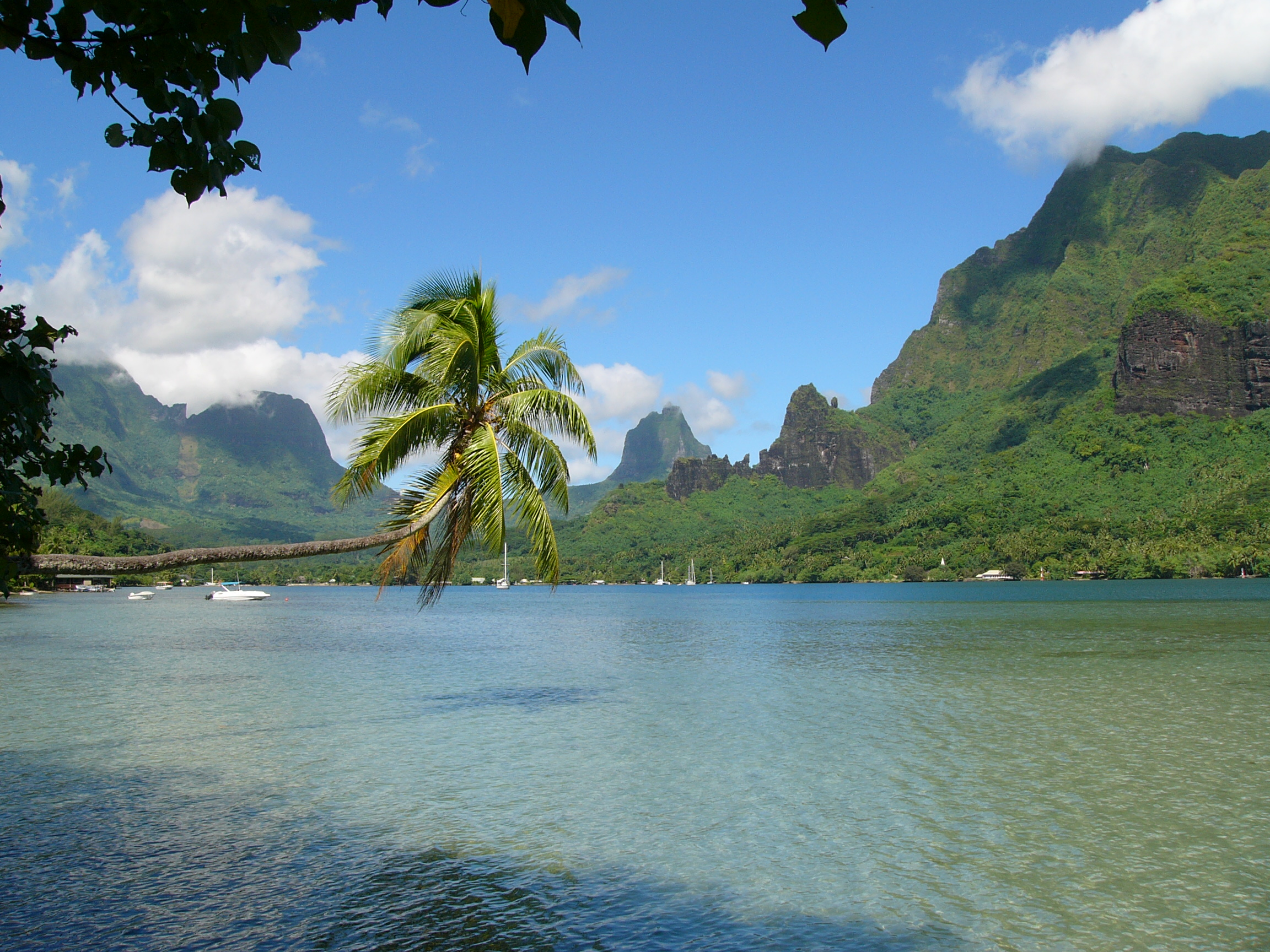
프랑스령 폴리네시아 모오레아섬의 쿡 만(Cook's Bay)

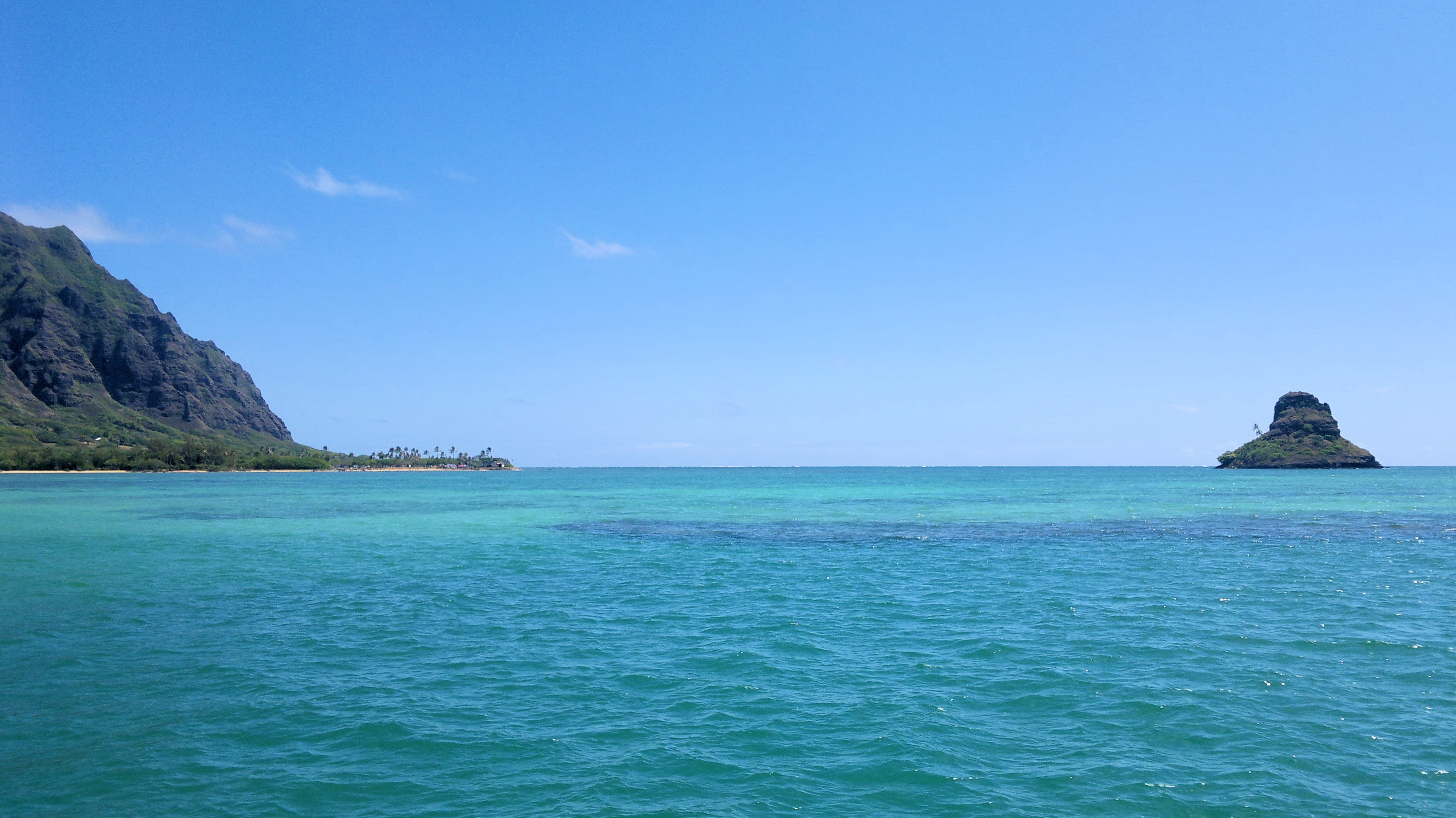
하와이 오아후 근해의 모콜리이섬

폴리네시아 지역은 중태평양 및 남태평양의 매우 큰 부분을 차지하지만 육지는 매우 적다. 폴리네시아 전체의 육지 면적은 약 300,000 ~ 310,000제곱킬로미터이며 그 중 270,000제곱킬로미터는 뉴질랜드에 속한다. 하와이 제도가 나머지 면적의 절반 정도를 차지한다.
하와이 제도와 사모아 제도 등 폴리네시아의 섬들은 대부분 열점 위에 만들어진 화산섬이다. 그러나 그 외에 뉴질랜드, 노퍽섬, 우베아섬 등은 과거 존재했던 질란디아 대륙의 가라앉지 않고 남아 있는 부분이다. 질란디아는 2300만 년 전에 대부분 해수면 밑으로 가라앉았으며, 인도-오스트레일리아판에 대한 태평양판의 상대적 움직임에 변화가 생긴 탓에 최근 다시 융기했다고 생각된다. 과거에 태평양판은 오스트레일리아판 밑에 섭입되어 있었는데, 그렇지 않게 되면서 질란디아의 일부분이 솟아올라 오늘날의 뉴질랜드가 되었다는 것이다.
뉴질랜드 북섬으로부터 북쪽으로 뻗어 있는 수렴 경계를 케르마데크-통가 섭입 지대라 부른다. 이 섭입 지대는 케르마데크 제도와 통가를 만들어낸 화산 활동과 관계가 있다고 여겨진다.
현재 뉴질랜드의 남섬을 가로지르는 변환 단층이 존재하는데, 이를 알파인 단층이라고 한다.
질란디아 대륙붕의 넓이는 대략 3,600,000 제곱킬로미터에 달한다.
폴리네시아에서 가장 오래된 암석은 뉴질랜드에서 발견된 것으로 약 5억 1000만 년 정도 되었다. 질란디아를 제외하고 폴리네시아에서 가장 오래된 암석은 하와이-엠페러 해저산열에서 발견되었으며 약 8000만 년 정도 되었다.

### 핵심 영역
| 국가 또는 지역      | 특징                                                           |
| ------------------- | -------------------------------------------------------------- |
| 아메리칸사모아      | 편입이 되지 않은 그리고 준주의 미국의 감독하에 자치하는 섬나라 |
| 쿡 제도             | 자유 결사 상태와 뉴질랜드                                      |
| 이스터섬            | 칠레의 도 및 특별 구역                                         |
| 프랑스령 폴리네시아 | 프랑스의 해외 집합체                                           |
| 하와이              | 미국의 주                                                      |
| 뉴질랜드            | 주권국                                                         |
| 니우에              | 자유 연상 상태의 뉴질랜드                                      |
| 노퍽섬              | 오스트랄라시아의 외부 영역                                     |
| 핏케언 제도         | 영국의 해외 집합체                                             |
| 로투마              | 피지에게 의존                                                  |
| 사모아              | 주권국                                                         |
| 토켈라우            | 뉴질랜드의 비자치령                                            |
| 통가                | 주권국                                                         |
| 투발루              | 주권국                                                         |
| 왈리스 푸투나       | 프랑스의 해외 집합체                                           |

라인 제도와 피닉스 제도는 대부분 키리바시의 일부이며 유럽인들이 정착하기 전까지 영구적인 정착지는 없었다.

## 언어
언어는 다양하다. 폴리네시아어군 참조.

## 같이 보기
- 폴리네시아인
- 오스트로네시아인